# Pratt (Kansas)
Pratt è una città statunitense nello stato del Kansas, capoluogo dell'omonima contea.

## Storia
Deve il suo nome a Caleb S. Pratt, giovane ufficiale di fanteria morto nella Battaglia di Wilson Creek, combattuta nel XIX secolo, nel corso della guerra di secessione americana.

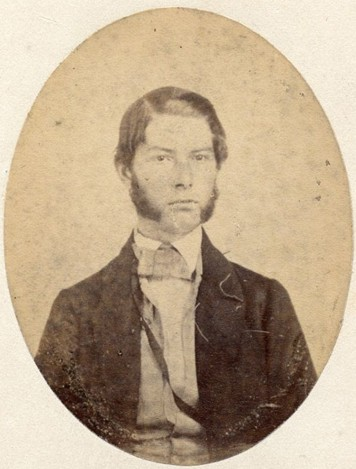
Caleb S. Pratt